# Holambra II
Holambra II is een plaats in de Braziliaanse gemeente Paranapanema in de staat São Paulo en een Nederlandse nederzetting, gesticht in 1960.
Haar naam is de samentrekking van Holland, Amerika en Brazilië. Het district valt op door haar landbouwsector en is bekend als de "Hoofdstad van de Technologische Landbouw".

## Geschiedenis
Na het overwinnen van de moeilijkheden bij de nederzetting Holambra I, zijn de Nederlandse immigranten op zoek gegaan naar nieuwe stukken grond met als doel de nederzetting uit te breiden. Nadat de benodigde grond werd gevonden in de gemeente Paranapanema te São Paulo, vestigden de Nederlandse immigranten zich in de boerderij Fazenda das Posses en stichtten op 23 december 1960 de nederzetting Holambra II en de coöperatie 'Cooperativa Agro Industrial Holambra'.

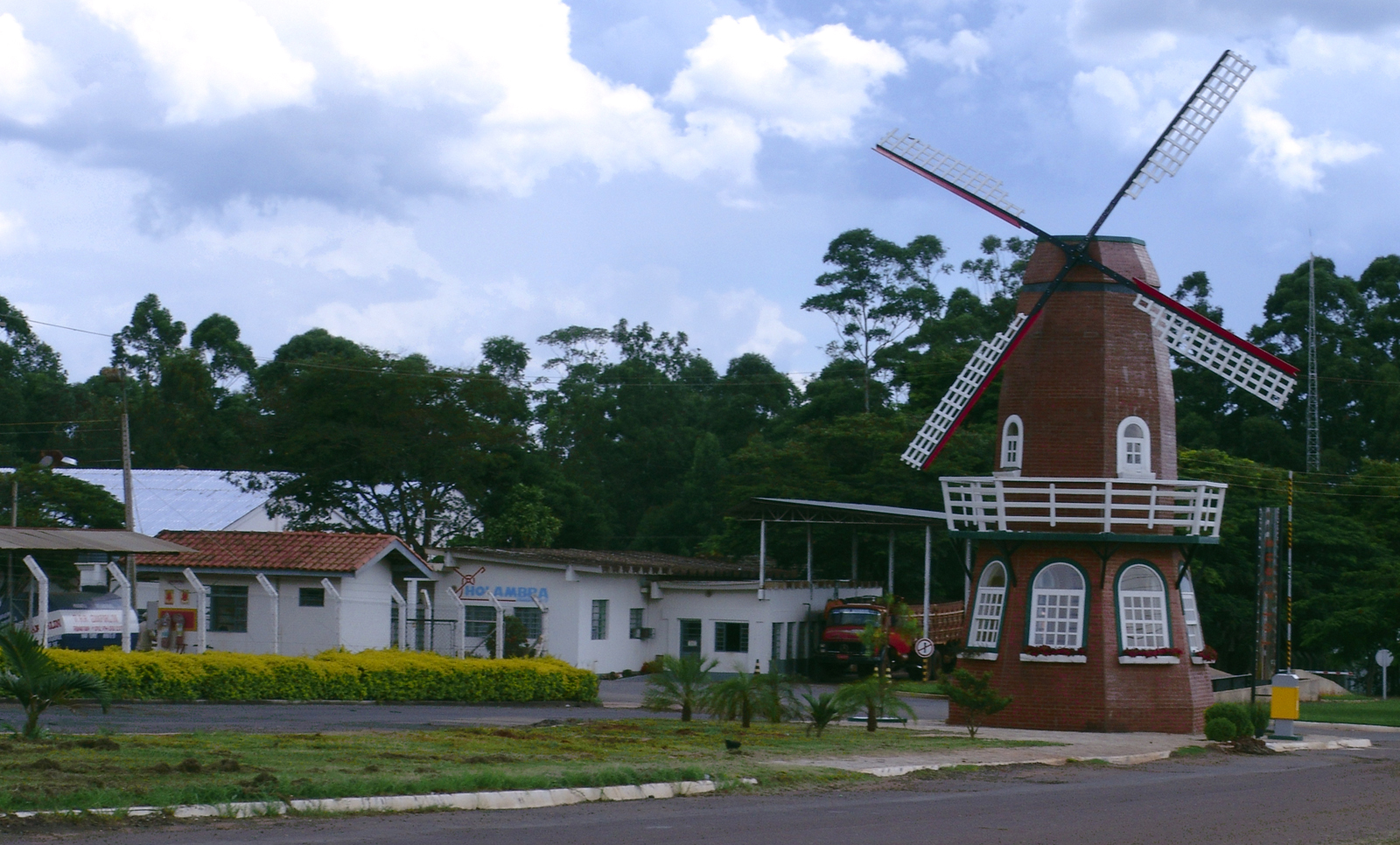
Ingangspoort
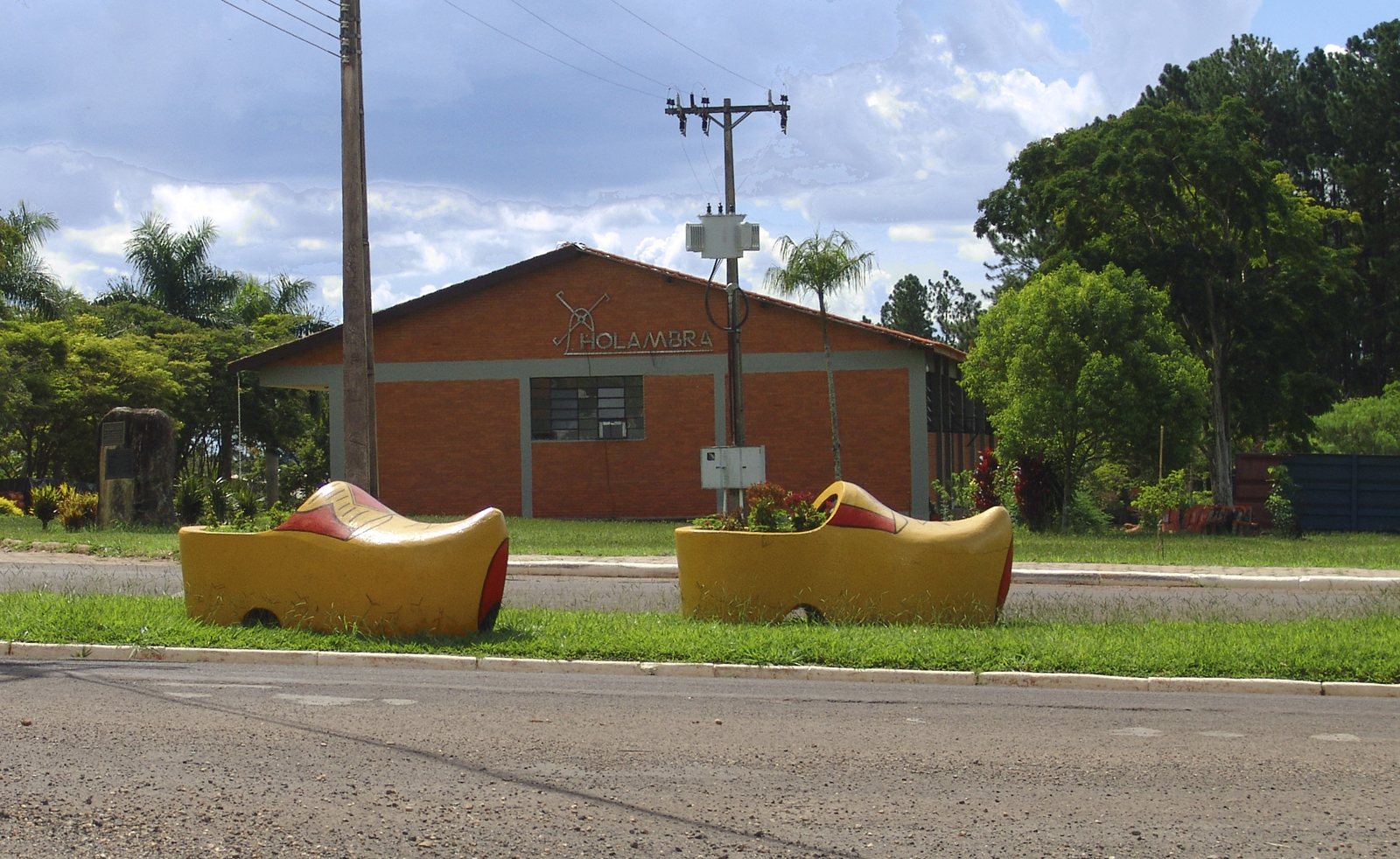
Een van de wegen